# El Guerdane
El Guerdane (en àrab الكردان, al-Gardān; en amazic ⵍⴳⵔⴷⴰⵏ) és un municipi de la província de Taroudant, a la regió de Souss-Massa, al Marroc. Segons el cens de 2014 tenia una població total de 12.313 persones.